# Lijst van burgemeesters van Lisse
Dit is een lijst van burgemeesters van de Nederlandse gemeente Lisse in de provincie Zuid-Holland.
| Ambtsperiode                       | Naam burgemeester                                                          | Partij of stroming | Bijzonderheden                                                            |
| ---------------------------------- | -------------------------------------------------------------------------- | ------------------ | ------------------------------------------------------------------------- |
| 1798 - 1811                        | Mr. Gerhardus Adrianus Entink                                              |                    | schout en secretaris                                                      |
| 1811 - 1 april 1817                | Jhr. mr. Daniel Pompejus Johannes van der Staal, heer van Piershil         |                    | schout/burgemeester                                                       |
| 27 maart 1817 - 7 juni 1832        | Theodorus Johannes Alexander Pagenstecher                                  |                    | schout/burgemeester                                                       |
| 7 juni 1832 - 2 januari 1844       | Ernst Joseph van den Bergh                                                 |                    |                                                                           |
| 3 mei 1844 - 5 oktober 1866        | Johannes Cornelis van Rosse                                                |                    |                                                                           |
| 5 oktober 1866 - 13 mei 1870       | Cornelis Dorotheus Vreede                                                  |                    |                                                                           |
| 13 mei 1870 - 15 augustus 1888     | Henri Corneille Schuijt van Castricum                                      |                    |                                                                           |
| 14 september 1888 - 15 maart 1919  | Jhr. Paulus Frederikus Antonius Johannes von Bönninghausen tot Herinckhave |                    |                                                                           |
| 16 juni 1919 - 15 maart 1931       | Gerhardus Josephus Maria Eenhuis                                           |                    |                                                                           |
| 15 maart 1931 - 1 oktober 1938     | Dr. Sweder Ferdinandus Antonius Canisius Maria baron van Wijnbergen        | RKSP               | Aansluitend burgemeester van Wassenaar                                    |
| 15 november 1938 - 5 januari 1945  | Jhr. mr. Frans Joseph Cornelis Maria van Rijckevorsel                      |                    | Aansluitend burgemeester van Vught                                        |
| februari 1945 - 5 mei 1945         | H.J. Vandeberg of Van de Berg                                              |                    | door de Duitsers aangesteld om burgemeester Van Rijckevorsel te vervangen |
| 5 mei 1945 - 16 april 1946         | Jhr. mr. Frans Joseph Cornelis Maria van Rijckevorsel                      |                    | Aansluitend burgemeester van Vught                                        |
| 16 januari 1947 - 1 maart 1950     | Mr. Willem Herman Johan Marie Lambooij                                     | KVP                | na 1950 benoemd tot consul-generaal in Chicago, USA                       |
| 22 november 1950 - 12 januari 1968 | Mr. Theodorus Matheus Johanna de Graaf                                     | KVP                |                                                                           |
| 3 mei 1968 - 1 juni 1981           | Drs. Antonius Johannes Berends                                             | KVP                | voorheen burgemeester van Maasdriel en Monster                            |
| 16 juni 1981 - 19 augustus 1983    | Mr. René (R.W.M.) Gerrits                                                  | CDA                | voorheen burgemeesters van Nuenen, Gerwen en Nederwetten                  |
| 16 februari 1985 - 1 juli 1998     | Gerardus Johannes (Gerard) van der Kroft                                   | CDA                |                                                                           |
| 1 juli 1998 - 31 december 2011     | Corrie Langelaar                                                           | CDA                |                                                                           |
| 2 januari 2012 - heden             | Lies (A.W.M.) Spruit                                                       | PvdA               | Tot 5 november 2014 waarnemend                                            |